# Adam Klemens Kwilecki
Adam Klemens Kwilecki herbu Szreniawa – hrabia w Królestwie Kongresowym w 1820 roku, kasztelan przemęcki w latach 1782–1793, konsyliarz Rady Nieustającej w latach 1778–1782, członek konfederacji Adama Ponińskiego w 1773 roku, poseł powiatu pyzdrskiego na Sejm Rozbiorowy 1773–1775, radca Rady Departamentowej departamentu poznańskiego z powiatu wschowskiego w 1811 roku.
Podpisał elekcję Stanisława Augusta Poniatowskiego z województwa kaliskiego. Rotmistrz chorągwi 2 Brygady Kawalerii Narodowej Pawła Biernackiego w 1774 roku.
W 1775 roku otrzymał w dzierżawę emfiteutyczną na 50 lat starostwo pyzdrskie z wójtostwami i sołectwami. Był członkiem konfederacji Sejmu Czteroletniego. Poseł kcyński na sejm 1776 roku.
W 1786 roku otrzymał Order Orła Białego, w 1779 Order Świętego Stanisława, kawaler Orderu św. Anny.